# Megyei jogú város (önkormányzati rendszer)
A megyei jogú város olyan város Magyarországon, amely – megfelelő eltérésekkel – saját hatásköreként ellátja a megyei feladat- és hatásköröket. A megyei jogú várossá alakulás módját, valamint az azzal járó jogokat és kötelezettségeket jogszabályok írják elő. 2022 óta Magyarországon 25 megyei jogú város van: minden vármegyeszékhely Budapesten kívül, és hét további város. Budapest a megalakulása óta (1873) a fővárost megillető különleges jogi helyzetben van, így nem tartozik a megyei jogú városok közé.

## Történet
A helyi önkormányzatokról szóló 1990. évi LXV. törvény alapján megyei jogú várossá nyilvánítását kérhette minden olyan város, amelynek lakossága meghaladta az 50 ezer főt. Valamennyi érintett város (szám szerint 20) élt is ezzel a lehetőséggel és meg is kapták a címet. 1994-ben a törvény módosítása folytán lélekszámától függetlenül automatikusan megyei jogú város lett minden megyeszékhely, ezzel a címet Salgótarján és Szekszárd is megszerezte, végül 2006-ban kérte és kapta meg azt a Budapesti agglomerációban található Érd, melynek gyorsan növekvő népessége már az 1990-es évek végén átlépte az 50 ezer főt. A törvény nem rendelkezett arról, hogy a megyei jogú városi címet el lehetne veszíteni, így Dunaújváros, Hódmezővásárhely és Nagykanizsa bár nem megyeszékhelyek és népességük már nem éri el az 50 ezer főt, továbbra is viselhetik ezt a címet. A Magyarország helyi önkormányzatairól szóló 2011. évi CLXXXIX. törvény alapján megyei jogú városok a megyeszékhelyek és a 2012. január 1-jéig megyei jogú várossá nyilvánított városok. A törvény szerint új város csak akkor nyerhette volna el a címet, ha megyeszékhellyé válik. 2022 februárjában ennek a törvénynek a módosítására tettek javaslatot úgy, hogy a törvény egy külön mellékletében felsorolt városokkal bővülhet a megyei jogú városok köre, és egyben Baját és Esztergomot sorolja fel abban, amit márciusban az Országgyűlés megszavazott.
A megyei jogú városokhoz hasonlítható helyzetben 1950 előtt a törvényhatósági jogú városok voltak. 1954–1971 között a négy legnagyobb vidéki város (Debrecen, Miskolc, Pécs és Szeged) volt megyei jogú város, 1971–1990 között pedig az öt legnagyobb vidéki város (az előbbieken kívül Győr) a megyei város címet viselte, melyet 1989-ben Kecskemét, Nyíregyháza és Székesfehérvár is megkapott. A rendszerváltozáskor, pontosabban a tanácsrendszer megszűnésével, azaz az 1990-es önkormányzati választások napján a nyolc város megyei város jogállása megszűnt, ám az új rendszerben mindegyik (további tizenkét várossal együtt) megyei jogú város címet kapott.

## A megyei jogú város mint jogintézmény jellemzői
A megyei jogú város azokat a közszolgáltatásokat is biztosítja, melyek saját területén túl a megye egészére vagy nagy részére kiterjednek. Képviselő-testülete a közgyűlés. 
A megyei jogú városoknak a következő feladatok teljesítésével kell számolniuk:
- középfokú oktatás (helyenként több országos beiskolázású oktatási intézmény fenntartása is) működtetése és fejlesztése,
- nemzetiségi nyelvű középiskolai oktatás,
- diákotthoni ellátás,
- felnőttek alap- és középfokú oktatása,
- művészeti oktatás,
- könyvtári és a levéltári szolgáltatás,
- esetenként a színház, a szabadtéri játékok, szimfonikus zenekar fenntartása,
- közművelődési intézmény, ifjúsági- és gyermekház működtetése,
- sportlétesítmények fenntartása, a testedzési igények kielégítése, a testnevelés, a diáksport, a szabadidő-, a verseny-, és az élsport, a természetjárás, a turizmus feltételeinek biztosítása,
- távhőszolgáltatás, a kéményseprői szolgáltatások, a közfürdők működtetése,
- kórház-rendelőintézet működtetése, drogcentrum szervezése,
- nevelőotthonok, csecsemőotthonok, speciális szociális otthonok szervezése.

A megyei jogú városi és a megyei közgyűlés egyeztető bizottságot hoz létre a közös feladatokban való együttműködés előkészítésére és összehangolására.

## Lista
A közigazgatási beosztás 2023-as elnevezésekkel, a népesség, a terület (km²) és a népsűrűség (fő/km²) 2022 elejére vonatkozó adat Magyarország 2022. évi közigazgatási helynévkönyve alapján.
| Név              | Mióta | Vármegye                        | Járás                   | Vármegyeszékhely | Népesség | Terület | Népsűrűség | Polgármester               |
| ---------------- | ----- | ------------------------------- | ----------------------- | ---------------- | -------- | ------- | ---------- | -------------------------- |
| Baja             | 2022  | Bács-Kiskun vármegye            | Bajai járás             | nem              | 33 364   | 177,9   | 199        | Kámánné Dr. Bari Bernadett |
| Békéscsaba       | 1990  | Békés vármegye                  | Békéscsabai járás       | igen             | 57 299   | 193,93  | 304        | Szarvas Péter              |
| Debrecen         | 1990  | Hajdú-Bihar vármegye            | Debreceni járás         | igen             | 199 725  | 461,66  | 436        | Papp László                |
| Dunaújváros      | 1990  | Fejér vármegye                  | Dunaújvárosi járás      | nem              | 41 103   | 52,67   | 839        | Pintér Tamás               |
| Eger             | 1990  | Heves vármegye                  | Egri járás              | igen             | 50 032   | 92,21   | 574        | Vágner Ákos                |
| Esztergom        | 2022  | Komárom-Esztergom vármegye      | Esztergomi járás        | nem              | 27 897   | 100,11  | 280        | Hernádi Ádám               |
| Érd              | 2006  | Pest vármegye                   | Érdi járás              | nem              | 71 641   | 63,31   | 1 077      | Dr. Csőzik László          |
| Győr             | 1990  | Győr-Moson-Sopron vármegye      | Győri járás             | igen             | 132 111  | 174,62  | 756        | Pintér Bence               |
| Hódmezővásárhely | 1990  | Csongrád-Csanád vármegye        | Hódmezővásárhelyi járás | nem              | 42 207   | 487,98  | 89         | Dr. Márki-Zay Péter        |
| Kaposvár         | 1990  | Somogy vármegye                 | Kaposvári járás         | igen             | 58 633   | 113,59  | 541        | Szita Károly               |
| Kecskemét        | 1990  | Bács-Kiskun vármegye            | Kecskeméti járás        | igen             | 108 817  | 322,57  | 343        | Szemereyné Pataki Klaudia  |
| Miskolc          | 1990  | Borsod-Abaúj-Zemplén vármegye   | Miskolci járás          | igen             | 147 480  | 236,67  | 653        | Tóth-Szántai József        |
| Nagykanizsa      | 1990  | Zala vármegye                   | Nagykanizsai járás      | nem              | 44 550   | 148,4   | 314        | Horváth Jácint             |
| Nyíregyháza      | 1990  | Szabolcs-Szatmár-Bereg vármegye | Nyíregyházi járás       | igen             | 115 521  | 274,54  | 425        | Dr. Kovács Ferenc          |
| Pécs             | 1990  | Baranya vármegye                | Pécsi járás             | igen             | 138 420  | 162,77  | 878        | Péterffy Attila            |
| Salgótarján      | 1994  | Nógrád vármegye                 | Salgótarjáni járás      | igen             | 31 484   | 97,97   | 343        | Kreicsi Bálint             |
| Sopron           | 1990  | Győr-Moson-Sopron vármegye      | Soproni járás           | nem              | 62 116   | 169,04  | 371        | Dr. Farkas Ciprián         |
| Szeged           | 1990  | Csongrád-Csanád vármegye        | Szegedi járás           | igen             | 157 372  | 280,99  | 572        | Botka László               |
| Székesfehérvár   | 1990  | Fejér vármegye                  | Székesfehérvári járás   | igen             | 94 893   | 170,89  | 567        | Dr. Cser-Palkovics András  |
| Szekszárd        | 1994  | Tolna vármegye                  | Szekszárdi járás        | igen             | 30 401   | 96,28   | 330        | Berlinger Attila           |
| Szolnok          | 1990  | Jász-Nagykun-Szolnok vármegye   | Szolnoki járás          | igen             | 68 774   | 187,24  | 381        | Györfi Mihály              |
| Szombathely      | 1990  | Vas vármegye                    | Szombathelyi járás      | igen             | 77 970   | 97,5    | 804        | Dr. Nemény András          |
| Tatabánya        | 1990  | Komárom-Esztergom vármegye      | Tatabányai járás        | igen             | 64 305   | 91,42   | 720        | Szűcsné Posztovics Ilona   |
| Veszprém         | 1990  | Veszprém vármegye               | Veszprémi járás         | igen             | 57 145   | 126,9   | 471        | Porga Gyula                |
| Zalaegerszeg     | 1990  | Zala vármegye                   | Zalaegerszegi járás     | igen             | 55 037   | 102,46  | 560        | Balaicz Zoltán             |